# Iglesia de San Miguel (Corullón)
La iglesia de San Miguel es un templo Católico situado en Corullón, (León, España). Construida a principios del Siglo XII, de estilo Románico. Tiene una única nave de tres tramos rematada en ábside semicircular sin presbiterio.

## Descripción
La nave de la iglesia se encuentra dividida en tres tramos, en los dos primeros tramos, que se corresponden con el cuerpo de la iglesia, contiene varios ventanales con vano abocinado con arquivoltas que descansan en columnillas con capiteles decorados.
El tercer tramo, corresponde a la portada dividida en dos cuerpos. El cuerpo bajo formado por puerta sencilla de arco medio punto con arquivoltas que apoyan sobre columnas con capiteles vegetales y el cuerpo alto, compuesto por arquería ciega de medio punto con arquivoltas que descansan en columnillas con capiteles decorados con formas diabólicas.
La torre, situada a los pies del templo, es de época posterior a su construcción.